# Algirdas litván nagyfejedelem
Algirdas (kb. 1296 – 1377. május 24.), Litvánia nagyfejedelme 1345 és 1377 között. Testvérével, Kęstutisszal közösen uralkodva sikeresen terjeszkedett kelet és dél felé. Legyőzte a tatárokat, elfoglalta Kijevet és a mai Ukrajna tekintélyes részét. Moszkva ellen három hadjáratot vezetett.

## A trón megszerzése

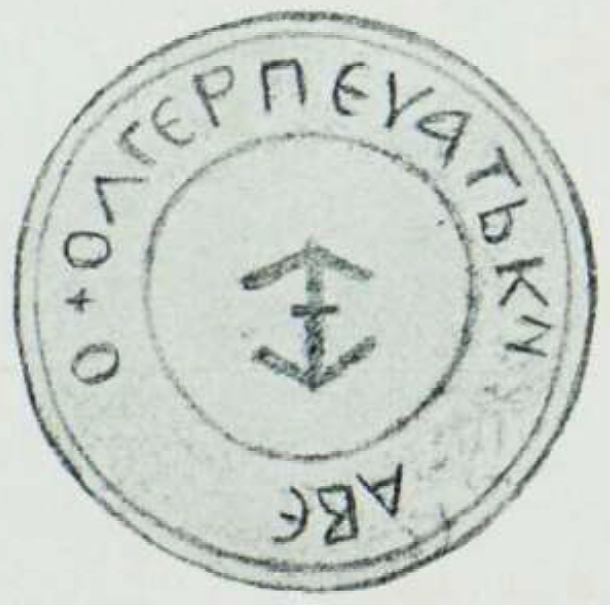
Algirdas pecsétje

Algirdas egyike volt Gediminas nagyfejedelem hét fiának. Anyja Polocki Jevna (Jaunė) volt. Nevének jelentésére két elmélet van: az egyik szerint az jutalmat jelentő alga és a hír jelentésű girdas szavakból áll, vagyis "híres jutalom". A másik szerint a német eredetű ger (lándzsa) szóból származik és jelentése "nemes lándzsa".
1318 körül feleségül vette Jaroszláv vityebszki fejedelem lányát, Mariját és a Pszkovhoz közeli Uszvjati várost kormányozta. 1341-ben Kęstutis fivérével együtt a polgárok kérésére Pszkov segítségére sietett, amelyet a Livóniai lovagrend megtámadott. Meghívták Pszkov kormányzójának, de elutasította, és maga helyett fiát, Andrejt küldte; ő pedig Krevo városát és a Berezina folyóig terjedő birtokait irányította. Apósa halála után ő lett Vityebszk fejedelme. 
Gediminas 1341-es halála után, akaratának megfelelően, az országot szétosztották fiai között. Vilniust Jaunutis kapta, de valószínűleg nem volt tényleges nagyfejedelmi hatalma a fivérei fölött, és azok a gyakorlatban önállóak voltak. 1345-ben Algirdas és Kęstutis megállapodtak egymással, az utóbbi katonáival elfoglalta Vilniust és elfogta Jaunutist, aki később megkapta Zaszlavl városát. A nagyfejedelmi trón Algirdasé lett, de a gyakorlatban Kęstutisszal együtt uralkodott. A két fivér örökös szövetséget és barátságot esküdött egymásnak és megállapodtak hogy minden új szerzeményen megosztoznak. Kęstutis kormányozta az ország északnyugati, litvánok lakta részét, míg Algirdas a meghódított rutén földeket kapta. Testvéreik és az arisztokrácia elfogadta az új helyzetet, csak egyik fivérük, Narimantas próbált Jaunutis védelmére kelni és a tatár kántól segítséget kérni; de ő sem járt sikerrel.

## Hadjáratai

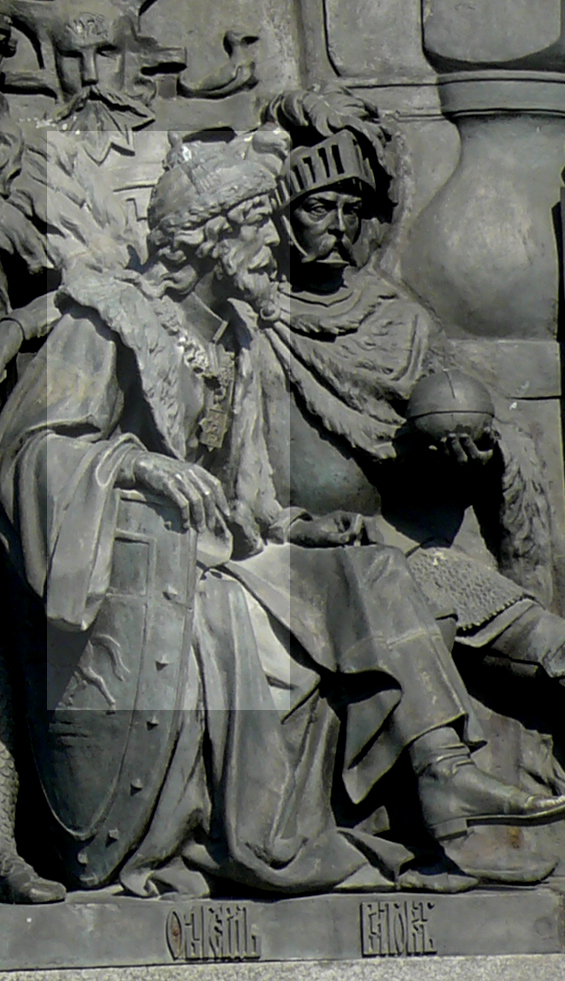
Algirdas (balra) a novgorodi Oroszország ezer éve emlékművön

Helyzetéből adódóan Kęstutis fő feladata a teuton lovagok támadásai elleni védekezés volt, míg Algirdas hadjáratai arra irányultak, hogy kelet (a rutén és orosz fejedelemségek) felé kiszélesítse a nagyfejedelemség határait és megerősítse a litván befolyást Pszkovban és Novgorodban. A két kereskedőköztársaságban a litván párt soha nem tudott igazán felülkerekedni, a városok Livónia, Litvánia és az Arany Horda között tudtak lavírozni és Novgorodban egyre erősebbé volt Moszkva befolyása is. Ezzel szemben Iván szmolenszki fejedelem, és utóda, Szvjatoszláv teljesen függő viszonyba került a nagyfejedelemtől és köteles volt csapatokat adni annak háborúihoz.   
1350-ben Algirdas másodszor is megházasodott, Alekszandr Mihajlovics tveri fejedelem lányát, Uljanát (Juliannát) vette el. Az 1350-es évek végén a tveri örökösödési vitában Algirdas sógora, Vszevolod pártjára állt annak unokaöccse, Vaszilij ellenében (akit a moszkvai Dmitrij fejedelem is támogatott).
1355 körül elfoglalta Brjanszkot, ami után a környező kis részfejedelemségek (a korábbi csernyigovi és novgorod-szeverszki fejedelemségek maradékai) meghódoltak neki. Új szerzeményeit három részre osztotta és élükre két fiát és unokaöccsét ültette. 
1362 a kék vizek csatájában a Déli-Bug mellékfolyója, a Szinyuha partján vereséget mért a belháború dúlta Arany Horda nyugati haduraira és megszerezte Kijevet (amit apja, Gediminas már korábban birtokolt), valamint a mai Ukrajna nagy részét, a Dnyesztertől keletre eső területet egészen a Fekete-tengerig, a Déli-Bug medencéjét és Dnyeper medencéjét egészen a zúgókig.  
Az 1360-as években konfliktusba került III. Kázmér lengyel királlyal Volhínia birtoklásával kapcsolatban. A háborúskodásig fajuló vita végleg csak Kázmér utódja, Nagy Lajos idején, 1377-ben zárult le Volhínia megosztásával. 

## Háború Moszkvával
Az 1360-as évek végén elmérgesedett a viszony Tver és Moszkva között. Algirdas sógora, a tveri Mihail segítségére sietett és 1368-ban hadjáratot vezetett Moszkva ellen. Egészen a városig eljutott, három napig sikertelenül ostromolta az új kőfalakat, majd elvonult. Két évvel később Tver ismét vereséget szenvedett a moszkvaiaktól és a litván nagyfejedelem 1372 novemberében újból Moszkva ellen indult. Elpusztította a város környékét, de a Kremlt nem ostromolta meg és a védelembe szorult Dmitrij moszkvai fejedelem békét kötött vele. Ennek kapcsán unokatestvére, Vlagyimir szerpuhovi részfejedelem feleségül vette Algirdas lányát, Jelenát. 1372-ben Mihail és Dmitrij vetélkedése a vlagyimiri nagyfejedelmi címért újabb fegyveres konfliktushoz vezetett. Tavasszal a litvánok végigfosztogatták a Moszkvával szövetséges orosz városokat, ősszel pedig Algirdas maga indult hadjáratba. Ljubuck erődjénél a moszkvaiak elűzték a litván sereg előőrsét, majd a mély vízmosás által elválasztott hadseregek jó ideig farkasszemet néztek egymással; végül Algirdas és Dmitrij hét évre szóló békét kötött, amelyben a litvánok visszaadták valamennyi megszállt moszkvai várost.

## Vallása
Az orosz krónikák szerint Algirdas ortodox rítus szerint megkeresztelkedett, bár annak idejében eltérnek a vélemények: van amelyik szerint ezt első házassága (1318) előtt, mások szerint csak halála előtt tette meg. Tény, hogy több pravoszláv templomot is építtetett (kettőt Vityebszkben és egyet Vilniusban) és 1371-ben kérte a konstantinápolyi pátriárkát, hogy nevezzen ki egy litvániai metropolitát, de keresztény hitét (ha volt neki) a nyilvánosság előtt nem hangoztatta. 1347-ben három moszkvai misszionáriust, Antonijt, Ioannt és Jevsztafijt nyílt hittérítés miatt kivégeztetett. Hermann von Wartberge Livóniai krónikájában azt írja, hogy Algirdast pogány rítus szerint temették el amely során 18 lovat áldoztak fel, testét pedig máglyán elégették.   
Algirdas 1377. május 24-én halt meg. A nagyfejedelmi trónon kedvenc fia, Jogaila követte.  

## Családja

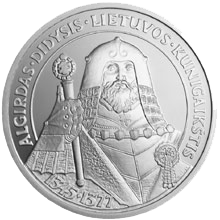
1998-as litván emlékérem Algirdas képmásával

Algirdas először 1318 körül házasodott, Marija Jaroszlavna vityebszki hercegnőt vette el. Gyermekeik: 
- Fjodor († 1394-1400) — Ratno fejedelme
- Andrej († 1399) Polock fejedelme, Pszkov és Novgorod kormányzója, a vorszklai csatában esett el
- ismeretlen nevű fiú († 1353)
- Dmitrij († 1399) Brjanszk fejedelme, a vorszklai csatában esett el
- Vlagyimir (†1398 után) Vityebszk és Kijev fejedelme
- ismeretlen nevű lány († 1370 után) Iván Szemjonovics novoszilszki fejedelem felesége
- Agrippina (1342 — 1393?) Borisz Konsztantyinovics szuzdali fejedelem felesége

1346 körül Marija meghalt. Algirdas 1350-ben másodszor is megnősült, felesége Julianna (Uljana) Alekszandrovna tveri hercegnő lett. Gyermekeik:
- Kenna (kb. 1351—1367) IV. Kázmér pomerániai herceg felesége
- Eufrozina (kb. 1352—1405/1406) Oleg Ivanovics rjazanyi fejedelem felesége
- Skirgaila (kb. 1354—1394) Vityebszk, Polock és Kijev fejedelme
- Kaributas (kb. 1355 — 1404) Novgorod-Szeverszkij fejedelme
- Fedora, Szvjatoszláv karacsevi fejedelem felesége
- Lengvenis (1356 — 1431) Novgorod kormányzója
- Ilona (1357/1360 — 1437) Vlagyimir Andrejevics szerpuhovi fejedelem felesége
- Jogaila (kb. 1362—1434) Litvánia nagyfejedelme, Lengyelország királya
- Mária (szül. kb. 1363) Vaidila bojár, majd David gorogyeci fejedelem felesége
- Karigaila (kb. 1364/1367 — 1390) msztyiszlavi fejedelem
- Minigaila (kb. 1365/1368 — 1382)
- Alekszandra (1368/1370 — 1434) IV. Siemowit mazóviai herceg felesége
- Katalin (1369/1374 — 1422) II. János mecklenburgi herceg felesége
- Vygantas (kb. 1372—1392) Kernavė fejedelme
- Švitrigaila (kb. 1373—1452) Litvánia nagyfejedelme
- Jadviga (kb. 1375) III. János oświęcimi herceg felesége

## Fordítás
- Ez a szócikk részben vagy egészben  a(z)   Ольгерд című orosz Wikipédia-szócikk ezen változatának fordításán alapul.  Az eredeti cikk szerkesztőit annak laptörténete sorolja fel. Ez a jelzés csupán a megfogalmazás eredetét és a szerzői jogokat jelzi, nem szolgál a cikkben szereplő információk forrásmegjelöléseként.